# Legislación turística en Guatemala
Guatemala es un país privilegiado con una riqueza natural sin igual, por ello las leyes norman los aspectos relacionados con la gestión de las áreas protegidas en conformidad con el artículo 64o de la constitución política de Guatemala, el cual declara de interés nacional la conservación, protección de parques nacionales, reservas, refugios naturales y la flora y la fauna que en ellos existe.
Las áreas protegidas son las que tienen por objeto la conservación, el manejo racional y la restauración de la flora y la fauna silvestre, los recursos conexos y sus interacciones naturales, culturales, que tengan alta significación por su función o sus valores genéricos, históricos, escénicos, recreativos, arqueológicos y protectores, de tal manera de preservar el estado natural de la flora y la fauna, de las fuentes y suministros de aguas, de las cuencas críticas de los ríos, de las zonas protectoras de los suelos agrícolas, de tal modo mantener opciones de desarrollo sostenible.
- Datos: Q5972566